# Maria Östling
Maria Östling (Frustuna, 17 gennaio 1978) è un'ex nuotatrice svedese.

## Carriera
Specializzata nella rana, ha vinto il titolo europeo sulla distanza dei 50 metri.

## Palmarès
- Mondiali in vasca corta

Hong Kong 1999: bronzo nella 4x50m misti.
- Europei

Istanbul 1999: oro nella 4x100m misti.
Madrid 2004: oro nei 50m rana.
- Europei in vasca corta

Sheffield 1998: bronzo nella 4x50m misti.